# Краснопартизанський (Чечня)
Краснопартизанський (рос. Краснопартизанский) — селище у Урус-Мартановському районі Чечні Російської Федерації.
Населення становить 694 особи. Входить до складу муніципального утворення Алхан-Юртовське сільське поселення.

## Історія
Згідно із законом від 14 липня 2008 року органом місцевого самоврядування є Алхан-Юртовське сільське поселення.

## Населення
| 1990 | 2010 |
| ---- | ---- |
| 380  | ↗694 |